# 斯托普福德·A·布鲁克
斯托普福德·奥古斯特·布鲁克（英語：Stopford Augustus Brooke，1832年11月14日—1916年3月18日）是一位爱尔兰牧师和作家，主要作品有与其女婿T·W·罗尔斯顿合编的《爱尔兰诗歌宝库》（A Treasury of Irish Poetry in the English Tongue，1900）等。

## 个人生活
布鲁克1858年与艾玛·‌温特沃斯-博蒙特（Emma Wentworth-Beaumont，1830-1874）成婚，两人育有六女二子，包括政治家斯托普福德·W·W·布鲁克。其二女儿莫德嫁给了爱尔兰作家T·W·罗尔斯顿，四女儿奥利弗嫁给了牛津大学曼彻斯特学院院长L·P·杰克斯，五女儿西比尔嫁给了英国作家和儿童文学插图画家伦纳德·莱斯利·布鲁克。